# Kalter Gletscher

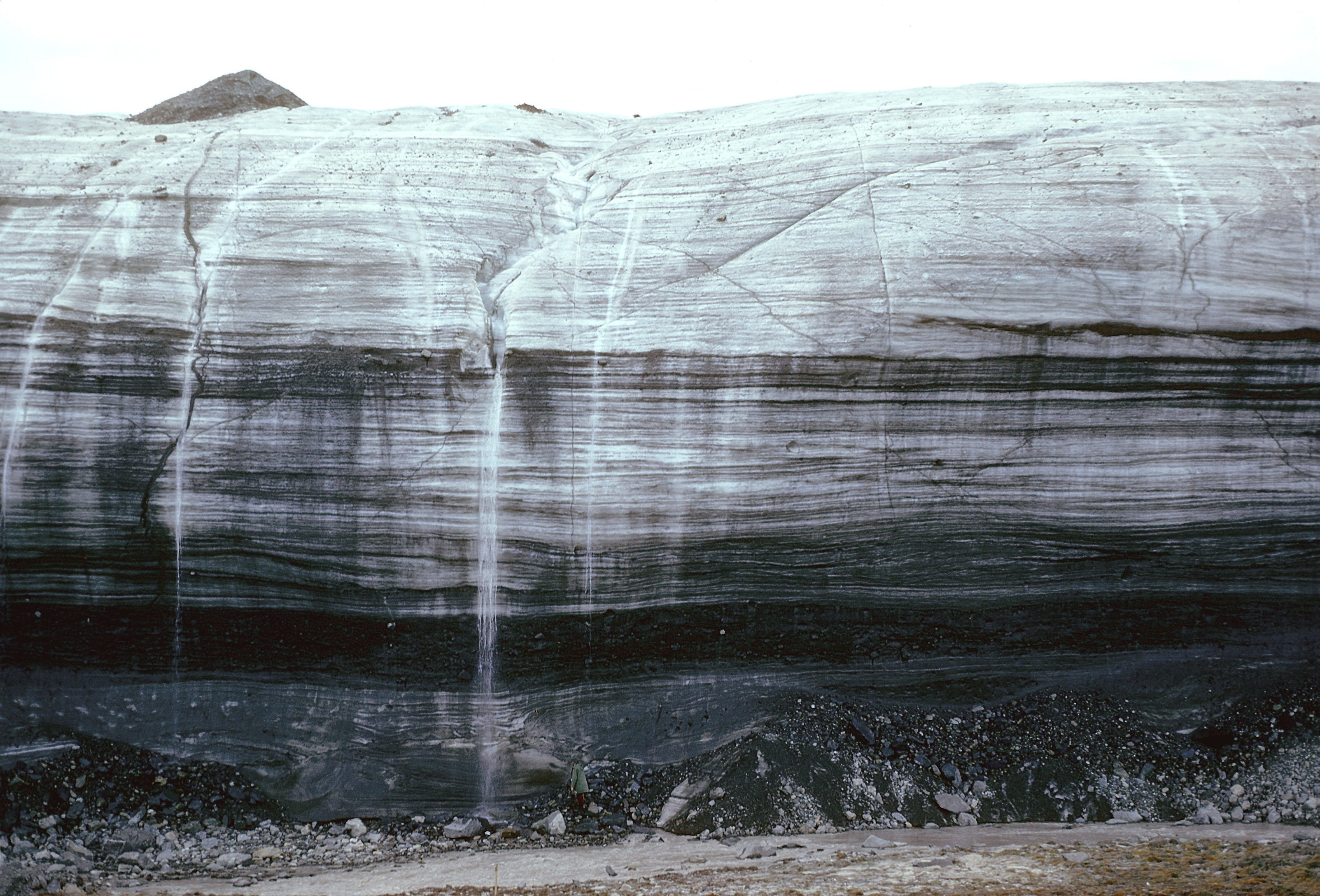
Das Schmelzwasser des Gletschers stürzt als Wasserfall über die 6 km breite und bis zu 40 m hohe Stirn eines kalten, vorstoßenden Gletschers (Webber Glacier, Ellesmere Island). Basales Grundmoränenmaterial wird beim Vorstoß entlang von Scherflächen in das Gletschereis integriert und verfaltet.

Als kalte Gletscher oder polare Gletscher werden Gletscher bezeichnet, welche durch ganzjährig (hochpolare Gletscher) oder jahreszeitlich (subpolare Gletscher) deutlich unter dem Druckschmelzpunkt liegende Temperaturen charakterisiert sind. Im Gegensatz zu temperierten Gletschern bewegen sich kalte Gletscher aufgrund dessen kaum und reagieren nur träge auf Temperatur- bzw. Klimaänderungen.
Flüssiges Wasser kann sie schlecht durchdringen und erreicht in der Regel den Gletschergrund nicht, weswegen sie keinen bzw. lediglich saisonalen Schmelzwasserabfluss besitzen. Kalte Gletscher frieren daher für gewöhnlich am Untergrund fest und es kommt in Folge von Bewegungen des Gletschers zu Druck- oder Zugbeanspruchung und das Eis reagiert spröde. Die Bewegungen finden durch plastische Deformation, Blockschollenbewegungen über den Untergrund oder in Form von Gleiten entlang von Scherflächen statt.
Kalte Gletscher treten in hohen geografischen Breiten oder in den oberen Höhenlagen auf, wie z. B. in Arktis, Antarktis, Grönland und Himalaya.